# Oleandra sibbaldii
Oleandra sibbaldii är en ormbunkeart som beskrevs av Grev. Oleandra sibbaldii ingår i släktet Oleandra och familjen Oleandraceae. Inga underarter finns listade.